# Undertow
Pour les articles homonymes, voir Undertow (homonymie).
Albums de Tool
Opiate
(1993) Ænima
(1996)
Singles
1. Sober
Sortie : mai 1993
2. Prison Sex
Sortie : février 1994

Undertow est le premier album de Tool, il est sorti le 16 avril 1993 sur le label Zoo Entertainment.
Unique album du groupe sur lequel figure le bassiste Paul D'Amour, Undertow fut certifié disque d'or en septembre 1993 et disque de platine en 1995. Le groupe est récompensé par le titre de Meilleur nouvel artiste musique et vidéo par le Billboard en 1993.
Deux singles ainsi que deux clips en ont été tirés : Sober et Prison Sex. Les deux vidéos ont été en partie réalisées par le guitariste Adam Jones grâce à la technique d'Animation en volume avec des moyens peu élevés. La vidéo de Sober a été récompensée par les Billboard Music Video Awards dans la catégorie "Best clip Rock/Metal for a New Artist, Clip of the Year" en 1993. En 1995, le clip de Prison Sex a été récompensé par les MTV Video Music Awards dans la catégorie "Best Special Effects".

## Liste des titres
- Tous les textes sont signés par Maynard James Keenan, les musiques sont signés par le groupe, sauf indication.

1. Intolerance - 4:54
2. Prison Sex - 4:56
3. Sober - 5:06
4. Bottom (Keenan, Henry Rollins) - 7:13
5. Crawl Away - 5:29
6. Swamp Song - 5:31
7. Undertow - 5:21
8. 4 Degrees - 6:03
9. Flood - 7:45
10. Disgustipated - 15:47

## Personnel

### Membres du groupe
- Danny Carey – batterie
- Paul D'Amour – basse
- Adam Jones – guitare
- Maynard James Keenan – chant

### Collaborateurs
- Sylvia Massy - production, mixage sur Disgustipated.
- Henry Rollins– voix sur Bottom
- Ron St. Germain – mixage
- Statik - programmation sur Disgustipated

## Charts et certifications

### Album
Charts
| Pays                    | Durée du classement | Meilleur classement | Date            |
| ----------------------- | ------------------- | ------------------- | --------------- |
| Australie (ARIA Charts) | 1 semaine           | 21e                 | 18 août 2019    |
| Belgique (V) (Ultratop) | 4 semaines          | 36e                 | 10 août 2019    |
| Canada,                 | 11 semaines         | 32e                 | 17 août 2019    |
| États-Unis              | 64 semaines         | 19e                 | 17 août 2019    |
| Nouvelle-Zélande        | 10 semaines         | 17e                 | 6 novembre 1994 |
| Pays-Bas                | 1 semaine           | 89e                 | 16 juin 2001    |

Certifications
| Pays             | Certification | Ventes      | Date            |
| ---------------- | ------------- | ----------- | --------------- |
| Canada           | Platine       | 100 000 +   | 8 décembre 1995 |
| États-Unis       | 3 × Platine   | 3 000 000 + | 15 avril 2021   |
| Nouvelle-Zélande | Or            | 7 500 +     | 13 avril 1997   |
| Royaume-Uni      | Argent        | 60 000 +    | 2 août 2019     |

### Singles
| Single     | Chart                  | Durée du classement | Position | Date             |
| ---------- | ---------------------- | ------------------- | -------- | ---------------- |
| Sober      | Mainstream Rock Tracks | 23 semaines         | 13e      | 18 décembre 1993 |
| Prison Sex | Mainstream Rock Tracks | 9 semaines          | 32e      | 2 avril 1994     |

## Source
- (en) Cet article est partiellement ou en totalité issu de l’article de Wikipédia en anglais intitulé « Undertow (Tool album) » (voir la liste des auteurs).